# خلية رؤية
خلية رؤية  هي خلايا حساسة للضوء، تسمى مستقبلات الضوء وتوجد في الحيوانات والإنسان . وهي تكون في الشبكية في كل الفقريات.
يوجد منها نوعين في الإنسان: خلايا رؤية حساسة للألوان وهي الخلايا المخروطية التي ترى الألوان، والنوع الآخر هي الخلايا العصوية الشديدة الحساسية، فهي تفرق بين الفاتح والغامق، أو ضوء النهار والظلام وساعات الغروب، وهي هامة للرؤية في الليل والظلام .

## اقرأ أيضا
| - خلية مخروطية - خلية عصوية - دالة لمعان - دالة اللمعان (فلك) - مستقبل ضوء (بيولوجيا) - ريتينال - شبكية العين - التفاعلات الكيميائية في عملية النظر - انشقاق الشبكية - التهاب القزحية | - تطور العين - فحص العين - عصبون الشبكية - بقعة الشبكية - نقرة مركزية - خلية أماكرين - خلية عصبية ثنائية القطب |  |

## روابط خارجية
- Cell Centered Database – Cone cell
- Webvision's Photoreceptors
- NIF Search - Rod Cell نسخة محفوظة 4 مارس 2016 على موقع واي باك مشين. via the Neuroscience Information Framework